# Linia strzału
Linia strzału – prosta stanowiąca przedłużenie osi przewodu lufy broni wycelowanej (przygotowanej do strzału) przed strzałem. Wskutek poruszenia się lufy przy strzale pocisk z reguły nie opuszcza lufy (wyrzutni) zgodnie z linią strzału, lecz wylatuje po linii rzutu.